# Monserrato (Agrigent)
Monserrato és una vila siciliana, d'uns 4.000 habitants, situada a 100 metres sobre el nivell del mar, frazione del municipi d'Agrigent, a l'illa de Sicília.
El seu topònim és d'origen català, atesa la seva relació amb el culte a la Mare de Déu de Montserrat, patrona de Catalunya. Fins fa uns segles, en aquest indret, hi havia una església dedicada a l'advocació catalana.
La localitat es troba a uns 2 kilòmetres del centre d'Agrigent i limita amb la molt propera població de Villaseta, a uns 200 metres, a més de Montapertura i Quadrivio Spinasanta, a uns 3,5 km. També limita amb el municipi veí de Porto Empedocle, a uns 1,3 km.

## Història
El topònim del lloc és català atès que fins fa uns segles, en aquest mateix indret, s'aixecava una antiga església dedicada a la Mare de Déu de "Monserrato" (traducció italiana de la Mare de Déu de Montserrat), avui ja feta desaparèixer, que fou construïda durant l'època de la dominació catalana de l'illa i en record de l'important monestir de Catalunya, a la Serra de Montserrat.
La Mare de Déu de Montserrat és la patrona de Catalunya i fou la patrona d'Espanya fins al segle XVIII. El topònim Montserrat ha estat traduït a moltes llengües per referir als monestirs fundats pels dominicans catalans arreu del món, com per exemple Monserrate, a Bogotà, Colòmbia, o Monte Serrato, a Viena i a Praga, entre molts d'altres casos.
Actualment, la vila ha incorporat un barri residencial construït després de l'esllavissada del 1966 i que va acollir les famílies dels sense sostre de l'antic barri de Rabato. S'aixeca en un punt històric, l'antic Colle Toro, on es creu que es van situar els campaments cartaginesos durant el setge d'Agrigent, l'any 406 aC. C., i dels romans, envers el 210 a. C., amb motiu de la seva conquesta definitiva d'aquesta zona.

## Arquitectura civil
Monserrato és connectat amb el poble de Villaseta pel viaducte d'Akragas.